# Амден
Амден (нем. Amden) — коммуна в Швейцарии, в кантоне Санкт-Галлен.
Входит в состав округа Зее-Гастер. Население составляет 1594 человека (на 31 декабря 2006 года). Официальный код — 3311.
Близ Амдена расположен Зеренбахский водопад, с самым большим каскадом в стране.